# Comando de Defensa Aérea Düsseldorf
El Comando de Defensa Aérea Düsseldorf (Luftverteidigungs-Kommando Düsseldorf) fue una unidad de la Luftwaffe durante la Segunda Guerra Mundial.

## Historia
Fue formado el 1 de agosto de 1938 en Dusseldorf del Comando de Defensa Aérea Essen (El Comando de Defensa Aérea Essen se formó el 1 de julio de 1938). Fue subordinado por el VI Comando Administrativo Aéreo. Fue responsable de la defensa Antiaérea en Düsseldorf y en el Ruhr de las zonas industriales del Rin, incluyendo el área metropolitana de Colonia y todas las unidades Antiaéreas situadas bajo su mando. El 1 de agosto de 1939 es renombrado 4.º Comando de Defensa Aérea.

## Comandantes
- Coronel Kurt Steudemann - (1938 - 31 de julio de 1939)
- General Maximilian von Renz* - (1 de agosto de 1938 - 1 de agosto de 1939)

Otto-Wilhelm von Renz (supuestamente es la misma persona solo por su tercer nombre)*

## Área de Operaciones

### 1938
| Fecha       | Cuerpos Aéreos/Cuerpos Antiaéreos | Comandos de los Distritos Aéreos/Flotas Aéreas | Lugar      |
| 1 de agosto | -                                 | VI Comando Administrativo Aéreo                | Düsseldorf |

### 1939
| Fecha      | Cuerpos Aéreos/Cuerpos Antiaéreos | Comandos de los Distritos Aéreos/Flotas Aéreas | Lugar      |
| 1 de enero | -                                 | VI Comando Administrativo Aéreo                | Düsseldorf |

## Orden de Batalla
Organización del 15 de noviembre de 1938:
- 4.º Regimiento Antiaéreo en Dortmund-Münster:
  - I./4.º Regimiento Antiaéreo en Dortmund
  - II./4.º Regimiento Antiaéreo en Münster
  - III./4.º Regimiento Antiaéreo en Dortmund
- 14.º Regimiento Antiaéreo en Colonia-Lüdenscheid-Ossendorf-Duisburg-Bonn: 
  - I./14.º Regimiento Antiaéreo en Lüdenscheid
  - II./14.º Regimiento Antiaéreo en Colonia-Ossendorf
  - 84.º Batallón Antiaéreo Ligero en Bonn
- 24.º Regimiento Antiaéreo en Iserlohn-Menden:
  - I./24.º Regimiento Antiaéreo en Iserlohn
  - s.Flakstammbatterie en Kassel
  - II./24.º Regimiento Antiaéreo en Menden
  - III./44.º Regimiento Antiaéreo en Lippstadt
- 44.º Regimiento Antiaéreo en Essen-Kray-Lippstadt-Düsseldorf-Essen-Kupferdreh:
  - I./44.º Regimiento Antiaéreo en Essen-Kray
  - I./64.º Regimiento Antiaéreo en Düsseldorf
  - s.Flakstammbatterie en Duisburg
  - III./64.º Regimiento Antiaéreo en Hilden
  - 74.º Batallón Ligero Antiaéreo en Essen-Kupferdreh

Organización del 1 de enero de 1939:
- 4.º Regimiento Antiaéreo
- 14.º Regimiento Antiaéreo
- 24.º Regimiento Antiaéreo
- 44.º Regimiento Antiaéreo
- 3.º Batallón de Defensa Aérea de Comunicaciones